# Thor: God of Thunder (Film)
Thor: God of Thunder ist ein US-amerikanischer Action- und Fantasy-Spielfilm aus dem Jahr 2022 von Noah Luke, der auch für die Kamera verantwortlich war. Produziert wurde der Film von The Asylum.

## Handlung
Aufgrund vergangener Verbrechen befindet sich Loki in Gefangenschaft in Asgard. Dort wird er vor allem von den Wachen verhöhnt. Die Wächter Halstein und Ivar, die Loki seine Mahlzeit bringen sollen, versäumen es, dies rechtzeitig zu tun, und bedienen sich selbst an der Mahlzeit. Durch eine List kann Loki die beiden täuschen, aus seiner Zelle entkommen und Halstein und Ivar töten. Er versucht nun, seinen seit langer Zeit gehegten Plan auszuführen. Er plant den Weltenbaum Yggdrasil zu zerstören und ihn anschließend durch einen neuen Weltenbaum nach seinem eigenen Ebenbild zu ersetzen. So würde er die Macht über alle Welten erhalten.
Zu diesem Zwecke peilt er nach einer Konfrontation mit Odin die Erde an, auf der er den riesigen Wolf Fenrir erwecken will. Dieser soll ihm bei der Zerstörung des Weltenbaums helfen. Thor trifft gerade rechtzeitig ein, um von seinem Vater Odin über das Amulett Varga aufgeklärt zu werden. Eine Hälfte des Amuletts befindet sich in Lokis Besitz, die andere gilt als verschollen. Odin ist sich sicher, dass Loki nur aufgehalten werden kann, wenn man beide Hälften des Amuletts hat. Mit diesem Wissen eilt auch Thor zur Erde.
Auf der Erde haben die beiden Archäologinnen Dr. Grace Choi und Dr. Adrian Quinn eher zufällig Fenrirs Gefängnis ausgegraben. Thor braucht die Hilfe der beiden Frauen, um die zweite Hälfte des Amuletts zu bergen. Nachdem er den ersten Angriff des Wolfes abwehren kann, sichern die zwei Frauen ihm sämtliche Unterstützung zu.

## Hintergrund
Bei Thor: God of Thunder handelt es sich um einen Mockbuster zu Thor: Love and Thunder mit Chris Hemsworth und Natalie Portman in den Hauptrollen. Nach Thor – Der Allmächtige aus dem Jahr 2011 ist dies der zweite Film vom Filmstudio The Asylum, der Thor und die nordische Mythologie als Themenschwerpunkt behandelt. Die beiden Filme bauen allerdings nicht aufeinander auf und stehen in keinem Zusammenhang zueinander. 2011 erschien außerdem von Liquid Entertainment ein Videospiel mit demselben Titel.

### Produktion
Gedreht wurde der Film in Los Angeles. Neben The Asylum war auch Emerald City Films an der Produktion beteiligt. Als Hauptdarsteller wurden Myrom Kingery und Vernon G. Wells für die Rollen der nordischen Götter Thor und Odin sowie Vaune Suitt in der weiblichen Hauptrolle der Grace Choi besetzt. Für Suitt, die bisher nur in Kurzfilmen mitwirkte, war es ihr Spielfilmdebüt.

### Veröffentlichung
Der Film erschien am 8. Juli 2022, wenige Wochen nach Thor: Love and Thunder in den USA. In Deutschland erschien der Film am 16. Dezember 2022 im Videoverleih.

## Rezeption
Voices From The Balcony lobt, dass Drehbuchautor Doucette und Regisseur Luke es schaffen, auch durch den Einsatz des mittels CGI generierten Riesenwolfs, eine rasante Handlung zu erzählen, die sich von anderen The-Asylum-Produktionen, die meistens durch lange Gespräche zwischen den Charakteren eine schnelle Handlung vermissen lassen, abhebt. Kritisiert werden die vielen Filmfehler. So wurde während eines Erdbebens eine Unterführung zerstört, in der nächsten Einstellung ist diese aber wieder intakt und nicht einmal Regale wurden ihres Inhalts beraubt. Gelobt wird, dass es bereits früh im Film einen Kampf zwischen Loki und Thor gibt, dieser ist aber mangels Budget nicht gut dargestellt. Insgesamt wird die erste Stunde des Films positiv aufgenommen, nur der letzte Akt verliert etwas an Fahrt, da es krampfhafte Motivationsgespräche gibt. Der Endkampf wird ebenfalls als schlecht betitelt. Insgesamt werden 4,5 von 5 Sternen vergeben und im Vergleich zu anderen The-Asylum-Produktionen wird diese als gelungener Film bezeichnet.
Im Audience Score, der Zuschauerwertung auf Rotten Tomatoes, erhielt der Film eine Wertung von 12 %. In der Internet Movie Database hat der Film bei über 230 Stimmenabgaben eine Wertung von 2,3 von 10,0 möglichen Sternen (Stand: 3. Dezember 2022).